# Jean-Jacques Blaise d'Abbadie
Jean-Jacques Blaise d'Abbadie (4 febbraio 1726 – New Orleans, 4 febbraio 1765) è stato un funzionario francese, fu il dodicesimo governatore della Louisiana francese.
Nacque a Château d'Audoux nella regione del Béarn, nei pressi di Navarrenx (Basses-Pyrénées, Francia).
Nel luglio 1742, dopo aver completato gli studi al Collège d'Harcourt, raggiunse il padre Jean-Jacques Pascal d'Abbadie (?-1775) a Rochefort, lavorando con lui all'arsenale al Bureau de la recette des bois (ufficio delle entrate del legname) e accompagnandolo nelle visite alle aziende di legname nei distretti dell'intendenza di Rochefort.
Il 1º ottobre 1743 entrò in servizio come écrivain ordinaire de la Marine (un ruolo amministrativo), fu assegnato all'Ufficio di controllo del porto di Rochefort fino al marzo 1744, in seguito lavorò in diverse manifatture di supporto al porto e all'arsenale.
Dal giugno del 1745 al 9 maggio 1746 fu imbarcato sul vascello Le Magnanime che prese parte alla battaglia al largo della Martinica contro la flotta inglese del viceammiraglio Isaac Townsend.
Tornato a Rochefort, fu messo a capo delle manifatture, nel 1747 prestò servizio a bordo del vascello da 74 cannoni L'Invincible, nella divisione del capo squadriglia Jacques Pierre de Taffanel de La Jonquière, che aveva il compito di scortare un importante convoglio. Il 14 maggio 1747, al largo di Cabo Ortegal, fu fatto prigioniero al termine di una battaglia tra la sua nave e la squadra inglese del contrammiraglio George Anson.
Liberato nel 1748 in seguito al Trattato di Aquisgrana (1748) tornò all'attività amministrativa nella marina, nel 1757 fu promosso commissario generale degli uffici coloniali. Dal 21 luglio 1757 al 19 dicembre 1758 fu imbarcato sul vascello Le Dragon nella divisione guidata dal capitano Louis Charles Du Chaffault de Besné che aveva l’obiettivo di rifornire l'assediata Louisbourg (Canada), partecipò alla battaglia al largo di Ushant il 27 ottobre 1758 contro la flotta inglese dell'ammiraglio Edward Boscawen.
Il 1° gennaio 1762 fu nominato responsabile amministrativo e primo giudice della Louisiana. Nel febbraio dello stesso anno, poco dopo essere salpato da Bordeaux a bordo della nave Duc de Fronsac insieme al resto dell'equipaggio fu catturato dagli inglesi e trascorse tre mesi di prigionia alle Barbados prima di essere rimandato in Francia nel luglio 1762. Il ministro della Marina Étienne François de Choiseul
 fece un secondo tentativo di inviare oltreoceano d'Abbadie, da poco nominato commissario generale della Louisiana.
Salpò nell'aprile 1763 a bordo della fregata Aigrette, e sbarcò infine in Louisiana il 21 giugno 1763.
In seguito al Trattato di Fontainebleau (3 novembre 1762) e al successivo Trattato di Parigi (10 febbraio 1763) d'Abbadie si trovò nell'insolita posizione di essere governatore francese di un possedimento spagnolo. Col trattato di Parigi Luigi XV aveva infatti assegnato i territori ad est del Mississippi agli inglesi, nel trattato di Fontainebleau i territori ad ovest, New Orleans compresa, erano assegnati agli spagnoli.
Quando i decreti vennero resi pubblici la popolazione di New Orleans insorse e inviò un emissario a Luigi XV per chiedere l'annullamento del trattato. D'Abbadie si ammalò, forse anche a causa dello stress e morì a New Orleans nel 1765. v
Venne sostituito da Charles Philippe Aubry, ultimo governatore francese della Louisiana.